# モロカイ島
モロカイ島（モロカイとう）はアメリカ合衆国ハワイ州に属する島。太平洋のハワイ諸島に位置する火山島で、標高1,512mのカマコウ山
が最高地点。オアフ島からカイウイ海峡を挟んで南東にあり、ホノルルからハワイ島への航空路で左側に見える。

## 概要
モロカイ島は、南北約15km、東西約60kmと東西に長い。主に2つの楯状火山、西モロカイ火山と東モロカイ火山で構成されており、前者は約190万年前、後者は約175万年前にできたものである。どちらも生成直後に北半分が地すべりで海中に没している。その後、北側に小型の楯状火山のカラウパパ火山が活動しカラウパパ半島ができた。

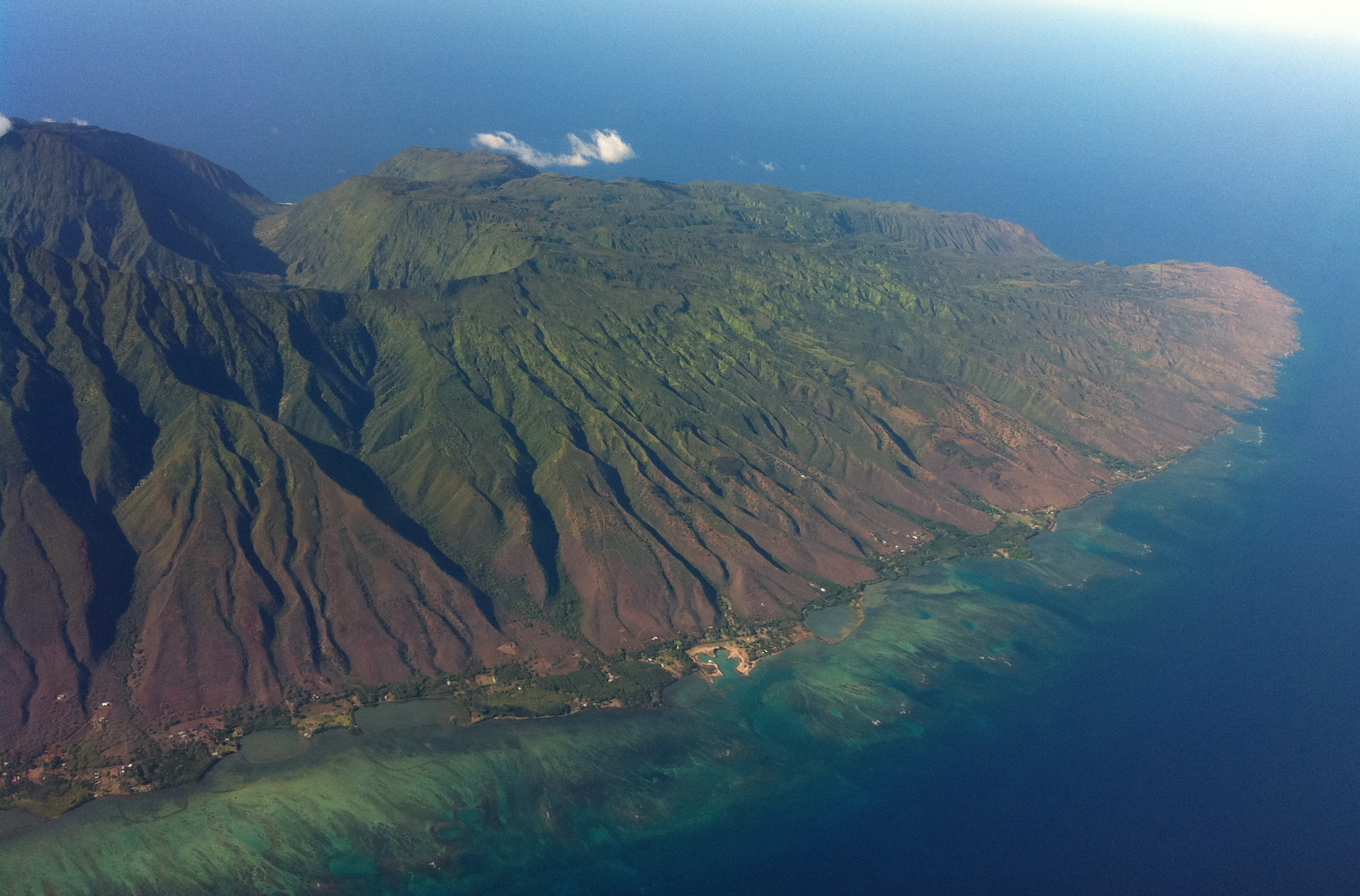
東モロカイ火山

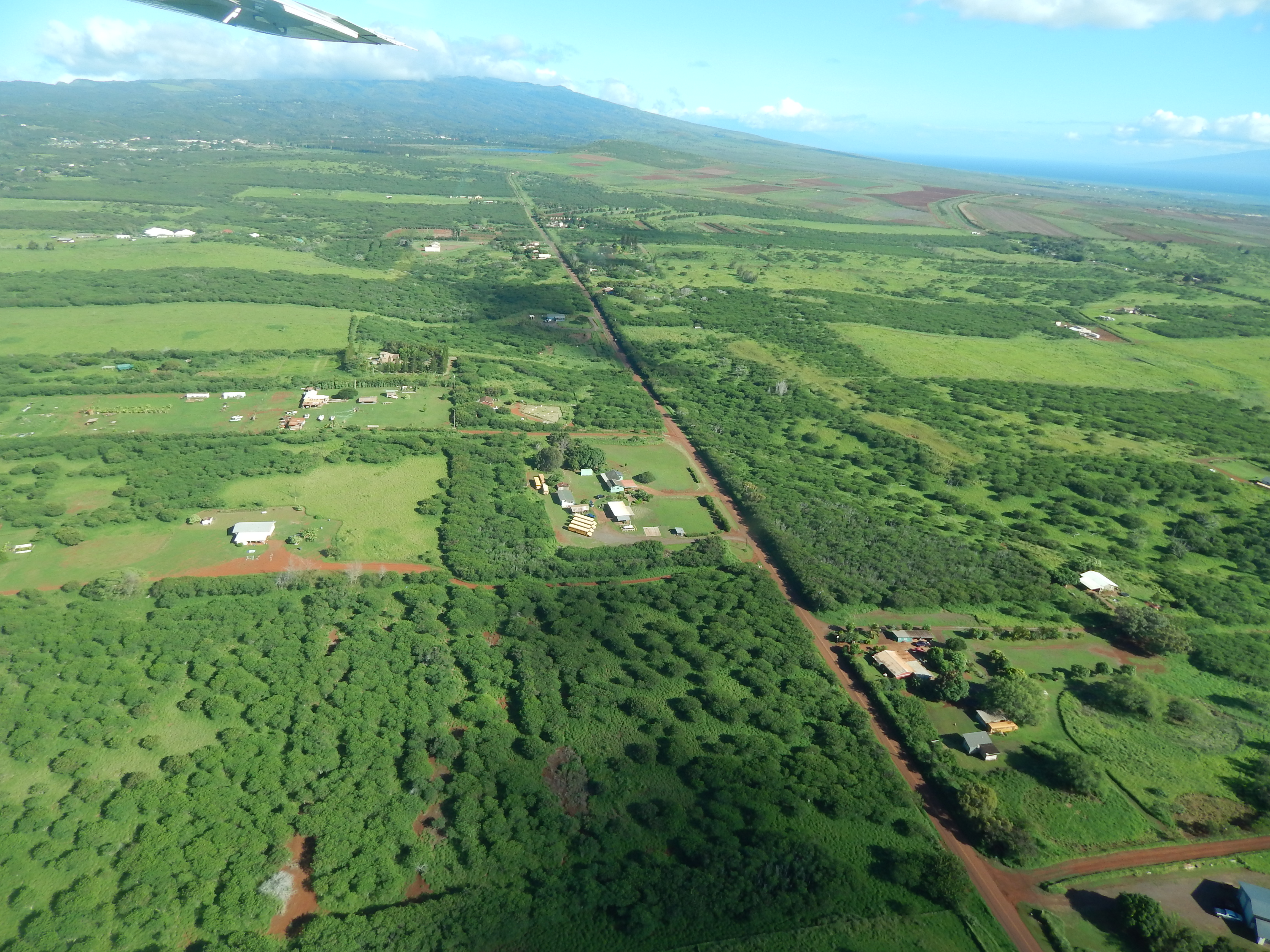
モロカイ空港付近の風景。奥が東モロカイ火山。

モロカイ島はハワイ州内の行政上はマウイ郡に属しているが、以前ハンセン病コロニーがあったカラウパパ半島だけが独立した別の郡になっている。島の面積は673.4km2。人口は約7,000人。島最大の町は中央部のカウナカカイ（人口約1,000人）で、モロカイ空港はこの町の北西11kmのところにある。

## 交通
- モロカイ空港（Molokai Airport）
- ハワイ州道 [3]
  - ハワイ州道450号線 - カウナカカイから東へハラワ渓谷まで（Kamehameha V Highway）
  - ハワイ州道460号線 - カウナカカイから西へ、モロカイ空港を経てマウナロアまで（Mauna Loa Road）
  - ハワイ州道470号線 - カウナカカイの北の460号線から、さらに北のアワフア湾まで（Kalae Highway）
  - ハワイ州道480号線 - カウナカカイの北の470号線のクアラウプウから西へモオモミ方面へ
- カウナカカイ桟橋

## 産業
牧牛、パイナップル栽培、モロカイコーヒー、観光。